# 完全失踪マニュアル
『完全失踪マニュアル』(かんぜんしっそうマニュアル)とは、1994年10月31日に太田出版から発行された樫村政則の著書である。それぞれの期間に合わせた失踪の方法が実際にあったケースを交えて書かれている。

## 内容
帯紙に「イヤになったら逃げろ!!」とあるように本書では一貫して失踪という行為が前向きに生きるために人生をリセットする一つの手段として扱われている。前書きでは、自分を変えたい人や何か大きな問題に直面した人は自分自身の環境を変えることが効果的であり、それに失踪が適していることが強調されている。後書きでも同じように環境と人生における選択が自分自身を理想の形に近づけることが著されている。
記載内容は、失踪する期間に合わせて「1ヵ月編」「数ヵ月編」「数年編」「永久失踪編」と４つの章に分かれ、それぞれの期間にあった失踪方法を実際に起こった事件とともに細かく説明している。単に失踪している間の生活のしかただけでなく、失踪する前にするべき準備や予定失踪期間の終了後からの社会復帰についても触れられている。具体的に警察の職務質問の避け方や野宿のやり方、失踪中のお金の稼ぎ方などが記載されていて、著者が元探偵であるという経験を生かし失踪においてどこまで何ができるのか細かく分析されている。しかし、戸籍買いや身分証明書の偽造など犯罪行為に近しい方法もあり、また本書が執筆されたのが1994年であるため現在では参考にし難い失踪手段もある。

## 影響
埼玉県朝霞市で起こった少女誘拐事件で犯人が少女が家出したと偽装するために本書を参考にした可能性があるとしている。